# Heel Nederland kijkt sterren
Heel Nederland kijkt sterren is een themaprogramma van Omroep MAX. Het programma dat anderhalf uur duurt is tot nu toe tweemaal uitgezonden, in 2014 en 2015, en komt live op NPO 1 vanuit de oude sterrewacht in Leiden. Het wordt gepresenteerd door Jeroen Latijnhouwers en Govert Schilling met medewerking van onder meer astronaut Andre Kuipers en astronoom Joeri van Leeuwen.
Op het dak tracht men de kijkers live met een telescoop uitleg te geven over wat aan de sterrenhemel te zien is. Omdat van tevoren niet bekend is of bewolking het zicht zal belemmeren zijn een aantal items van tevoren opgenomen. Verder worden in het programma alle aspecten van het heelal besproken zoals het zonnestelsel met aandacht voor de zon, maan, planeten en kometen maar ook andere sterren en exoplaneten. Ook wordt aandacht besteed en worden animaties vertoond over bijvoorbeeld de snelheid van het licht, zwarte gaten, de werking van radio telescopen en de mogelijkheid van buitenaards leven.    
Daarnaast worden er kijkersvragen beantwoord waarvan een aantal live in de uitzending worden beantwoord. 
Het programma is afgeleid van het al jaren bestaande BBC programma "Stargazing Live".